# Маркова нога
Маркова нога је локалитет удаљен неколико киломатара од села Доњи Дупени, општина Ресен, који представља најјужнију тачку Северне Македоније. У непосредној близини се налази гранични прелаз Маркова нога који је затворен од 1967. године одлуком Грчке.

## Легенда
На овом локалитету се налази камен („чудо природе”) за који се верује да чува траг од стопала Марка Краљевића, дугачког један метар. Према легенди локалног становништва, пре много година када се Марко Краљевић шетао обалом Преспанског језера пожелео је да види суседно Мало Преспанско језеро, притом је поткачио један камен на коме је оставио траг.
Камен са трагом од Маркове ноге се налази у дворишту карауле која носи његово име.